# Csodafegyver
A csodafegyver (németül: Wunderwaffe) a második világháború végén a németek azon propagandafogása volt, amely a német és német oldalon harcoló csapatokat ösztönözte a további kitartásra. Ezektől a fegyverektől várták a háború sikeres befejezését, ám legtöbbjük csak prototípusként vagy túl későn készült el. Amelyeket sikerült befejezni, azokból sem állt rendelkezésre elég, hogy érdemben befolyásolják a háború menetét. Sok tervezett csodafegyver a kor viszonyai között megvalósíthatatlannak bizonyult, az atombombát pedig nem voltak képesek a világháború vége előtt befejezni. A fegyverek között akadt a kor technikai színvonalát évtizedekkel meghaladó színvonalú is, és a szövetséges hatalmak a háború vége után ezek alapján fogtak hadi potenciáljuk növelésébe.
A Harmadik Birodalom sokirányú haditechnológiai kutatást folytatott, ezek közül csak kevés bizonyult eredményesnek. A fejlesztések közül igazi eredményt csak a következő három területen értek el: a rakétatechnológia (V–1 és V–2 rakéták), a sugárhajtóműves vadászrepülőgépek (Me 262) és rakétahajtóműves (Me 163) repülőgéptípusok és tengeralattjárók (XXI-es típusú tengeralattjáró). A Ho 229 csupaszárny felépítése pedig mind a mai napig a lopakodógépek alapvető megoldása. A kisebb eszközök terén is sikerült nagy haladást elérni, például feltalálták a Zielgerät 1229-et, amelyet az első gépkarabélynak számító Sturmgewehr 44-re szerelve megalkották a világ első infravörös távcsöves fegyverét.

## Csodafegyverek

### Páncélosok

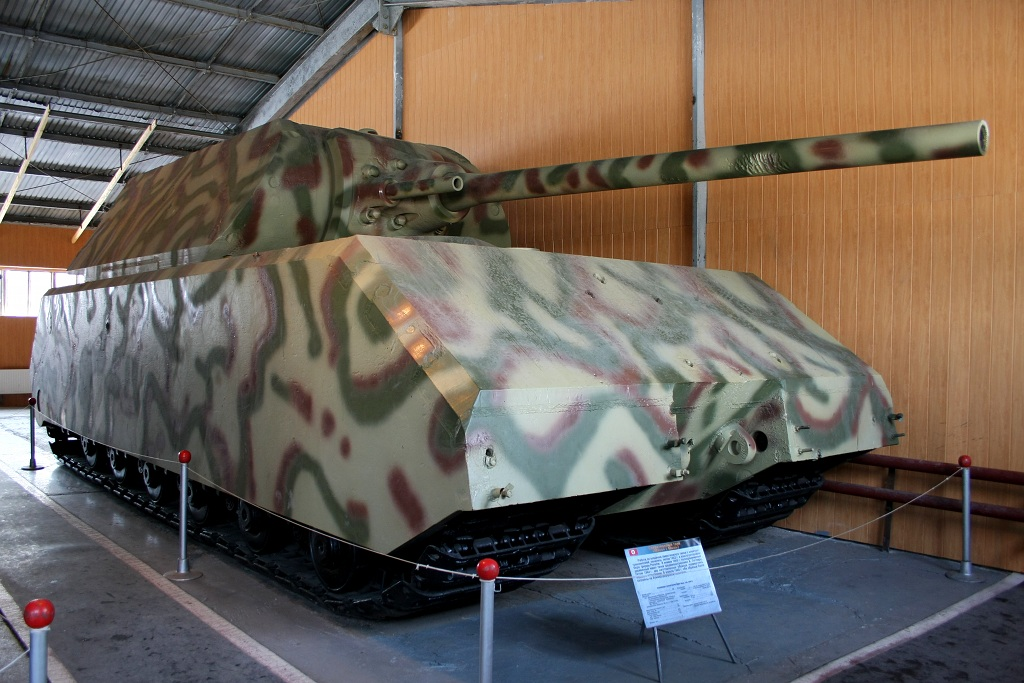
Panzer VIII Maus tank a kubinkai múzeumban

- Flakpanzer IV Kugelblitz – önjáró légvédelmi páncélos
- Panzerjäger 12,8 Selbstfahrlafette – kísérleti önjáró páncéltörő löveg
- Panzer IX és Panzer X – tervezett páncélosok
- Landkreuzer P. 1000 Ratte – tervezett szupernehéz páncélos, amely 1000 metrikus tonnát nyomott volna, két 280 mm-es ágyúval, egy 128 mm-es páncéltörő ágyúval, 8 darab 20 mm-es légvédelmi ágyúval és két 15 mm-es nehézgéppuskával felszerelve
- Landkreuzer P. 1500 Monster – tervezett szupernehéz páncélos 800mm Nehéz Gusztáv ágyúval felszerelve
- Panzer VII Löwe – tervezett nehézpáncélos, 105 mm-es páncéltörő ágyúval
- Panzer VIII Maus – 180 metrikus tonnát nyomó nehézpáncélos, amelyből csupán két darab készült el, az egyik félig. Az egyetlen fennmaradt példány a Kubinikai múzeumban található.
- Panzerkampfwagen E-100 – nezépáncélos, melyből egy prototípus készült el félig

### Rakéták
- V–1 – az első robotrepülőgép
- V–2 – az első ballisztikus rakéta

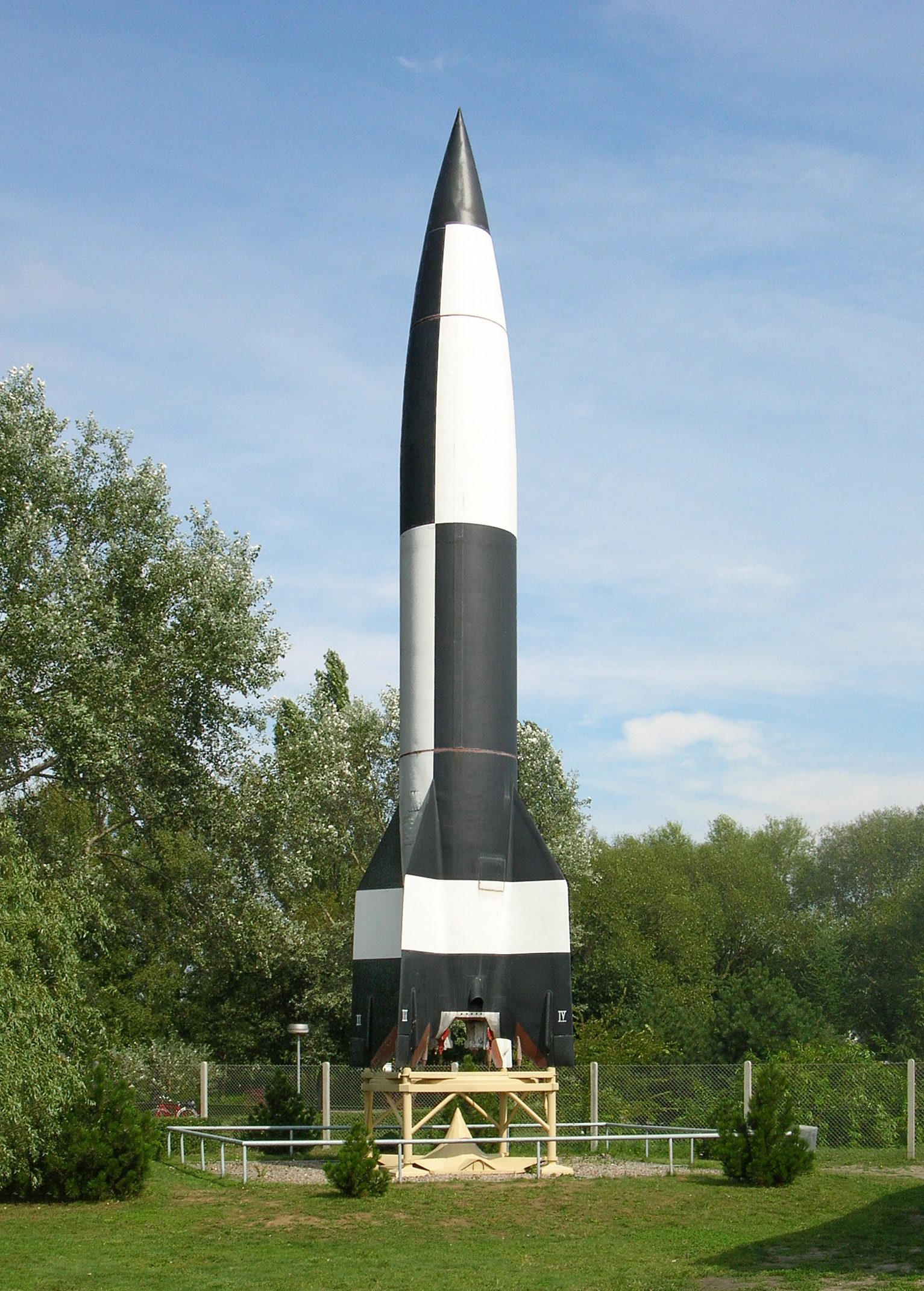
V–2-es ballisztikus rakéta Peenemündében

- Rheinbote – az első rövid hatótávolságú ballisztikus rakéta
- Feuerlilie – föld–levegő rakéta, amelynek fejlesztését 1945-ben állították le
- Henschel Hs 117 Schmetterling – föld-levegő rakéta, amely 1945 januárjában készült el, tömeggyártására azonban nem került sor
- Wasserfall – föld-levegő rakéta, melynek tömeggyártására nem került sor

### Sugár- és rakétahajtású repülőgépek

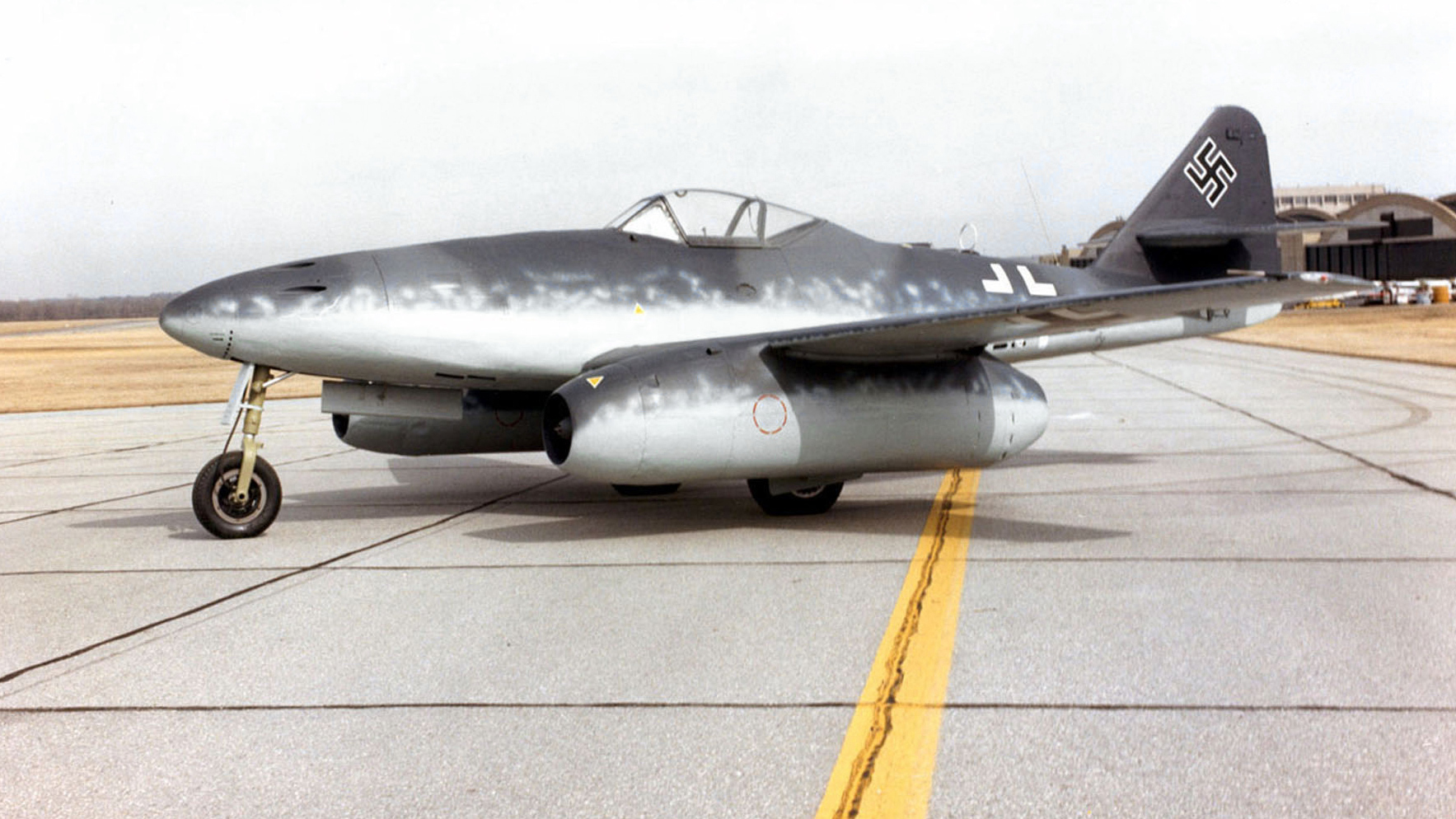
Messerschmitt Me 262-es sugárhajtású vadászgép

- Ar 234 – a világ első működőképes sugárhajtású bombázója, az utolsó gép, amely repült Anglia felett 1945 áprilisában
- Ar E.555 – tervezett csupaszárny bombázó, amely képes lett volna bombázni az Amerikai Egyesült Államokat
- Ba 349 – rakétahajtású elfogóvadászgép, harcokban nem vetették be
- Blohm & Voss P.178 – kísérleti sugárhajtású zuhanóbombázó
- Fw Triebflügel – tervezett szárny nélküli elfogóvadász, prototípus nem készült belőle
- Ta 183 – az Me 262 utódjának szánt kísérleti sugárhajtású vadászgép
- Ta 283 – tervezett sugárhajtású vadászgép
- He 162 – sugárhajtású vadászgép, amelyből kb. 300 darab készült
- He 178 – a világ első sugárhajtású vadászrepülőgépe
- He 280 – az első sugárhajtású vadászgép
- He 343 – tervezett négymotoros sugárhajtású bombázó
- Hs 132 – tervezett sugárhajtású vadászgép és zuhanóbombázó, csak prototípusok készültek belőle
- Ho 229 – csupaszárny lopakodóbombázó, 3 darab épült
- Ju 287 – többmotoros, előrehajlított szárnyú sugárhajtású bombázó, 2 darab készült el
- Me 163 – rakétahajtású elfogóvadászgép
- Me 262 – a világ első sorozatban gyártott gázturbinás sugárhajtóműves vadászrepülőgépe
- Me 263 – az Me 163 alapján készített rakétahajtású vadászgép, 3 prototípust építettek belőle
- Me P.1101 – egyszemélyes vadászgép a törzsbe épített sugárhajtóművel, csak egy prototípus készült belőle

### Kézifegyverek
- Sturmgewehr 44 – az első automata gépkarabély, 400 ezret gyártottak belőle
- Sturmgewehr 45(M) – továbbfejlesztett gépkarabély, csak prototípus készült belőle
- Fliegerfaust – légvédelmi rakétavető, amelyből 80 darabot vetettek be a háborúban

### Német nyelvű irodalom
- Rudolf Lusar: Die deutschen Waffen und Geheimwaffen des 2. Weltkriegs und ihre Weiterentwicklung. J.F.Lehmanns, München 1956.
- Fritz Hahn: Waffen und Geheimwaffen des Deutschen Heeres 1933-1945. Bernard & Graefe, Koblenz 1986. ISBN 3-89555-128-7,
- Ralf Schabel: Die Illusion der Wunderwaffen. Die Rolle der Düsenflugzeuge und Flugabwehrraketen in der Rüstungspolitik des Dritten Reiches. Oldenbourg, München 1994, ISBN 3-486-55965-6, ISBN , (Beiträge zur Militärgeschichte 35), (Zugleich: Augsburg, Universität, Dissertation 1989), (Kurzbesprechung).
- Justo Miranda, Paula Mercado: Die geheimen Wunderwaffen des III. Reiches. Die deutschen Raketen- und Raketenflugzeugprojekte 1934 - 1945. Flugzeug-Publikationen, Illertissen 1995, ISBN 3-927132-25-X, (Flugzeug-Dokumentation 5).
- Uli Jungbluth: Hitlers Geheimwaffen im Westerwald. Zum Einsatz der V-Waffen gegen Ende des Zweiten Weltkrieges. V 1, 2, 3. Geschichts- und Kulturwerkstatt Westerwald, Montabaur 1996, (Werkstatt-Beiträge zum Westerwald 2, ZDB-ID 2288365-4).
- Jürgen Michels: Peenemünde und seine Erben in Ost und West. Entwicklung und Weg deutscher Geheimwaffen. Bernard & Graefe, Bonn 1997. ISBN 3-7637-5960-3.
- Heinz Dieter Hölsken: Die V-Waffen. Entstehung-Propaganda-Kriegseinsatz. Deutsche Verlags-Anstalt, Stuttgart 1984, ISBN 3-421-06197-1.